# Campeonato Mundial de Atletismo Sub-20 de 2022
O Campeonato Mundial de Atletismo Sub-20 de 2022 foi a 19ª edição do campeonato organizado pela World Athletics no Estádio Olímpico Pascual Guerrero, em Cali, na Colômbia, entre 1 a 6 de agosto de 2022, para atletas classificados como juniores com até 19 anos de idade, nascidos a partir de Janeiro de 2003. Um total de 45 provas foram disputados no campeonato, no qual participaram 1.533 atletas de 145 nacionalidades. 

## Calendário
| Q                                        | Qualificação | P | Preliminares | S | Semifinais | F | Final |
| M = sessão da manhã, T = sessão da tarde |              |   |              |   |            |   |       |

| Data →                   | 1 ago | 1 ago | 2 ago | 2 ago | 2 ago | 3 ago | 3 ago | 4 ago | 4 ago | 5 ago | 5 ago | 6 ago |
| Evento ↓                 | M     | T     | M     | T     | T     | M     | T     | M     | T     | M     | T     | T     |
| ------------------------ | ----- | ----- | ----- | ----- | ----- | ----- | ----- | ----- | ----- | ----- | ----- | ----- |
| 100 m                    | P     |       |       | S     | F     |       |       |       |       |       |       |       |
| 200 m                    |       |       |       |       |       | P     | S     |       | F     |       |       |       |
| 400 m                    |       |       | P     |       |       |       | S     |       | F     |       |       |       |
| 800 m                    |       |       |       |       |       |       |       | P     |       |       | S     | F     |
| 1.500 m                  | P     |       |       |       |       |       | F     |       |       |       |       |       |
| 3.000 m                  |       |       |       |       |       | P     |       |       |       |       | F     |       |
| 5.000 m                  |       | F     |       |       |       |       |       |       |       |       |       |       |
| 3.000 m com obstáculos   |       |       |       |       |       | P     |       |       |       |       |       | F     |
| 110 m com barreiras      |       | P     |       | S     | S     |       | F     |       |       |       |       |       |
| 400 m com barreiras      |       |       |       |       |       | P     |       |       | S     |       | F     |       |
| Decatlo                  | F     | F     | F     | F     | F     |       |       |       |       |       |       |       |
| Salto em altura          |       |       | Q     |       |       |       |       |       |       |       | F     |       |
| Salto com vara           |       |       | Q     |       |       |       |       |       | F     |       |       |       |
| Salto em distância       | Q     |       |       | F     | F     |       |       |       |       |       |       |       |
| Salto triplo             |       |       |       |       |       |       |       | Q     |       |       | F     |       |
| Arremesso de peso        |       | Q     |       | F     | F     |       |       |       |       |       |       |       |
| Lançamento de disco      |       |       |       |       |       |       |       |       |       | Q     |       | F     |
| Lançamento de martelo    |       |       | Q     |       |       |       |       |       | F     |       |       |       |
| Lançamento de dardo      |       |       |       |       |       |       |       | Q     |       |       | F     |       |
| Marcha atlética 10.000 m |       |       |       |       |       |       |       |       |       | F     |       |       |
| Revezamento 4x100 m      |       |       |       |       |       |       |       |       | P     |       | F     |       |
| Revezamento 4x400 m      |       |       |       |       |       |       |       |       |       | P     |       | F     |

| Data →                   | 1 ago | 1 ago | 2 ago | 2 ago | 3 ago | 3 ago | 3 ago | 4 ago | 4 ago | 5 ago | 5 ago | 6 ago |
| Evento ↓                 | M     | T     | M     | T     | M     | T     | T     | M     | T     | M     | T     | T     |
| ------------------------ | ----- | ----- | ----- | ----- | ----- | ----- | ----- | ----- | ----- | ----- | ----- | ----- |
| 100 m                    |       |       | P     |       |       | S     | F     |       |       |       |       |       |
| 200 m                    |       |       |       |       |       |       |       | P     | S     |       | F     |       |
| 400 m                    |       |       | P     |       |       | S     | S     |       | F     |       |       |       |
| 800 m                    | P     |       |       | S     |       | F     | F     |       |       |       |       |       |
| 1.500 m                  |       |       |       |       |       |       |       | P     |       |       |       | F     |
| 3.000 m                  |       | F     |       |       |       |       |       |       |       |       |       |       |
| 5.000 m                  |       |       |       |       |       |       |       |       |       |       |       | F     |
| 3.000 m com obstáculos   | P     |       |       |       |       |       |       |       | F     |       |       |       |
| 100 metros com barreiras |       |       |       |       |       |       |       | P     |       |       | S     | F     |
| 400 m com barreiras      |       |       | P     |       |       | S     | S     |       | F     |       |       |       |
| Heptatlo                 |       |       |       |       | F     | F     | F     | F     | F     |       |       |       |
| Salto em altura          |       |       |       |       |       |       |       |       | Q     |       |       | F     |
| Salto com vara           |       | Q     |       |       |       |       |       | F     |       |       |       |       |
| Salto em distância       |       |       |       |       | Q     |       |       |       |       |       | F     |       |
| Salto triplo             |       |       |       |       |       |       |       |       |       | Q     |       | F     |
| Arremesso de peso        | Q     |       |       | F     |       |       |       |       |       |       |       |       |
| Lançamento de disco      |       | Q     |       |       |       | F     | F     |       |       |       |       |       |
| Lançamento de martelo    |       |       |       |       | Q     |       |       |       |       |       | F     |       |
| Lançamento de dardo      | Q     |       |       | F     |       |       |       |       |       |       |       |       |
| Marcha atlética 10.000 m |       |       |       |       |       |       |       |       |       | F     |       |       |
| Revezamento 4x100 m      |       |       |       |       |       |       |       |       | P     |       | F     |       |
| Revezamento 4x400 m      |       |       |       |       |       |       |       |       |       | P     |       | F     |

| Data →              | 1 ago | 1 ago | 2 ago | 2 ago | 3 ago | 3 ago | 4 ago | 4 ago | 5 ago | 5 ago | 6 ago |
| Evento ↓            | M     | T     | M     | T     | M     | T     | M     | T     | M     | T     | T     |
| ------------------- | ----- | ----- | ----- | ----- | ----- | ----- | ----- | ----- | ----- | ----- | ----- |
| Revezamento 4x400 m |       | P     |       | F     |       |       |       |       |       |       |       |

## Índice de qualificação
O período de qualificação durou de 1º de outubro de 2021 a 18 de julho de 2022.
| Evento                       | Masculino    | Feminino     |
| ---------------------------- | ------------ | ------------ |
| 100 metros                   | 10.60        | 11.90        |
| 200 metros                   | 21.40        | 24.40        |
| 400 metros                   | 47.60        | 55.20        |
| 800 metros                   | 1:51.00      | 2:09.00      |
| 1500 metros                  | 3:48.50      | 4:29.00      |
| 3000 metros                  | 8:15.00      | 9:32.00      |
| 5000 metros                  | 14:15.00     | 16:40.00     |
| 3000 metros com obstáculos   | 9:08.00      | 10:36.00     |
| 110/100 metros com barreiras | 14.20        | 14.20        |
| 400 metros com barreiras     | 53.20        | 1:01.00      |
| 10000 m marcha atlética      | 43:50.00     | 50:40.00     |
| Salto em altura              | 2.15         | 1.81         |
| Salto com vara               | 5.05         | 4.05         |
| Salto em distância           | 7.55         | 6.12         |
| Salto triplo                 | 15.55        | 12.85        |
| Arremesso de peso            | 18.20 (6 kg) | 14.50 (4 kg) |
| Lançamento de disco          | 56.50        | 48.50        |
| Lançamento de martelo        | 68.30 (6 kg) | 57.50        |
| Lançamento de dardo          | 69.00        | 50.00        |
| Decatlo/Heptatlo             | 7050 points  | 5300 points  |
| Revezamento 4x100 m          | Sem índice   | Sem índice   |
| Revezamento 4x400 m          | Sem índice   | Sem índice   |
| Revezamento 4x400 m Misto    | Sem índice   | Sem índice   |

## Medalhistas
Os medalhistas foram os seguintes.

### Masculino
| Prova                                  | Ouro | Ouro           | Prata | Prata          | Bronze | Bronze        |
| -------------------------------------- | --- | -------------- | --- | -------------- | --- | ------------- |
| 100 m detalhes                         | Letsile Tebogo · Botswana | 9.91 WU20R     | Bouwahjgie Nkrumie · Jamaica                                                                                     | 10.02 NU20R    | Benjamin Richardson · África do Sul                                                                                            | 10.12         |
| 200 m detalhes                         | Blessing Afrifah · Israel | 19.96          | Letsile Tebogo · Botswana                                                                                        | 19.96          | Calab Law · Austrália | 20.48         |
| 400 m detalhes                         | Lythe Pillay · África do Sul | 45.28          | Steven McElroy · Estados Unidos                                                                                  | 45.65          | Yusuf Ali Abbas · Bahrein | 45.80         |
| 800 m detalhes                         | Ermias Girma · Etiópia | 1:47.36        | Heithem Chenitef · Argélia                                                                                       | 1:47.61        | Ethan Hussey · Reino Unido | 1:47.65       |
| 1500 m detalhes                        | Reynold Cheruiyot · Quênia | 3:35.83        | Ermias Girma · Etiópia                                                                                           | 3:37.24        | Daniel Kimaiyo · Quênia | 3:37.43       |
| 3000 m detalhes                        | Melkeneh Azize · Etiópia | 7:44.06        | Felix Korir · Quênia                                                                                             | 7:47.86        | Edwin Kisalsak · Quênia | 7:49.82       |
| 5000 m detalhes                        | Addisu Yihune · Etiópia | 14:03.05       | Merhawi Mebrahtu · Eritreia                                                                                      | 14:03.33       | Habtom Samuel · Eritreia | 14:03.67      |
| 110 m com barreiras detalhes           | Antoine Andrews · Bahamas | 13.23 WU20L    | Malik Mixon · Estados Unidos                                                                                     | 13.27          | Matthew Sophia · Países Baixos                                                                                                 | 13.34 NU20R   |
| 400 m com barreiras detalhes           | Ísmail Nezir · Turquia | 48.84 NU20R    | Matic Ian Guček · Eslovênia                                                                                      | 48.91 NU20R    | Roshawn Clarke · Jamaica | 49.62         |
| 3000 m com obstáculos detalhes         | Samuel Duguna · Etiópia | 8:37.92        | Samuel Firewu · Etiópia                                                                                          | 8:39.11        | Salaheddine Ben Yazide · Marrocos                                                                                              | 8:40.62       |
| Revezamento 4x100 m detalhes           | Japão · Kowa Ikeshita · Hiroto Fujiwara · Shunki Tateno · Hiroki Yanagita                                                        | 39.35          | Jamaica · Bouwahjgie Nkrumie · Bryan Levell · Mark-Anthony Daley · Adrian Kerr · David Lynch[a]                  | 39.35          | Estados Unidos · Laurenz Colbert · Michael Gizzi · Brandon Miller · Johnny Brackins · David Foster[a] · Charlie Bartholomew[a] | 39.57         |
| Revezamento 4x400 m detalhes           | Estados Unidos · Steven McElroy · Ashton Schwartzman · Charlie Bartholomew · Will Sumner · Kody Blackwood[a] · Grant Williams[a] | 3:04.47        | Jamaica · Shemar Palmer · Shaemar Uter · Jasauna Dennis · Delano Kennedy · Derrick Grant[a] · Malachi Johnson[a] | 3:05.72        | Canadá · Christopher Morales-Williams · Ben Tilson · Daniel Kidd · Tyler Floyd · Riley Flemington[a]                           | 3:06.50 NU20R |
| Marcha atlética 10 km detalhes         | Mazlum Demir · Turquia | 42:36.02       | Ismail Benhammouda · Argélia                                                                                     | 42:42.49       | Hayrettin Yıldız · Turquia | 43:07.95      |
| Salto em altura detalhes               | Brandon Pottinger · Jamaica | 4.14 m =       | Brian Raats · África do SulBozhidar Sarâboyukov · Bulgária                                                       | 2.10m          | Nenhuma | Nenhuma       |
| Salto com vara detalhes                | Anthony Ammirati França | 5.75 m WU20L,  | Juho Alasaari · Finlândia                                                                                        | 5.60 m = NU20R | Michał Gawenda · Polónia | 5.45 m        |
| Salto em distância detalhes            | Erwan Konaté França | 8.08 m WU20L   | Alejandro Parada · Cuba                                                                                          | 7.91 m         | Gabriel Luiz Boza · Brasil | 7.90 m =      |
| Salto triplo detalhes                  | Jaydon Hibbert · Jamaica | 17.27 m ,      | Selva Thirumaran · Índia                                                                                         | 16.15 m        | Viktor Morozov · Estónia | 16.13 m       |
| Arremesso de peso (6 kg) detalhes      | Tarik Robinson-O'Hagan · Estados Unidos                                                                                          | 20.73 m        | Kobe Lawrence · Jamaica                                                                                          | 20.58 m        | Tizian Lauria · Alemanha | 20.55 m       |
| Lançamento de disco (1,75 kg) detalhes | Marius Karges · Alemanha | 65.55 m        | Miká Sosna · Alemanha                                                                                            | 63.88 m        | Mykhailo Brudin\| · Ucrânia | 63.30 m       |
| Lançamento de martelo (6 kg) detalhes  | Ioannis Korakidis · Grécia | 79.11 m WU20L  | Max Lampinen · Finlândia                                                                                         | 76.33 m        | Iosif Kesidis · Chipre | 76.32 m       |
| Lançamento de dardo detalhes           | Artur Felfner · Ucrânia | 79.36 m        | Max Dehning · Alemanha                                                                                           | 77.24 m        | Keyshawn Strachan · Bahamas | 72.95 m       |
| Decatlo Sub-20 detalhes                | Gabriel Emmanuel · Países Baixos                                                                                                 | 7860 pts WU20L | Jacob Thelander · Suécia                                                                                         | 7770 pts       | Elliot Duvert · Suécia | 7622 pts      |

a  Atletas que participaram apenas nas eliminatórias e receberam medalhas.

### Feminino
| Prova                                  | Ouro | Ouro          | Prata | Prata         | Bronze                                                                                     | Bronze            |
| -------------------------------------- | --- | ------------- | --- | ------------- | ------------------------------------------------------------------------------------------ | ----------------- |
| 100 m detalhes                         | Tina Clayton · Jamaica | 10.95 =       | Serena Cole · Jamaica                                                                                                   | 11.14         | Shawnti Jackson · Estados UnidosN'Ketia Seedo · Países Baixos                              | 11.15 11.15 NU20R |
| 200 m detalhes                         | Brianna Lyston · Jamaica | 22.65         | Jayla Jamison · Estados Unidos                                                                                          | 22.77         | Alana Reid · Jamaica                                                                       | 22.95             |
| 400 m detalhes                         | Yemi Mary John · Reino Unido | 51.50         | Damaris Mutunga · Quênia                                                                                                | 51.71 NU20R   | Rupal Chaudhary · Índia                                                                    | 51.85             |
| 800 m detalhes                         | Roisin Willis · Estados Unidos | 1:59.13       | Audrey Werro · Suíça | 1:59.53 NU20R | Juliette Whittaker · Estados Unidos                                                        | 2:00.18           |
| 1500 m detalhes                        | Birke Haylom · Etiópia | 4:04.27       | Brenda Chebet · Quênia                                                                                                  | 4:04.64       | Purity Chepkirui · Quênia                                                                  | 4:07.64           |
| 3000 m detalhes                        | Betty Chelangat · Quênia | 9:01.03       | Tsiyon Abebe · Etiópia                                                                                                  | 9:03.85       | Nancy Cherop · Quênia                                                                      | 9:05.98           |
| 5000 m detalhes                        | Medina Eisa · Etiópia | 15:29.71      | Melknat Wudu · Etiópia                                                                                                  | 15:30.06      | Prisca Chesang · Uganda                                                                    | 15:31.17          |
| 100 m com barreiras detalhes           | Kerrica Hill · Jamaica | 12.77         | Alexis James · Jamaica                                                                                                  | 12.87         | Anna Tóth · Hungria                                                                        | 13.00 NU20R       |
| 400 m com barreiras detalhes           | Akala Garrett · Estados Unidos | 56.16 WU20L   | Hanna Karlsson · Suécia                                                                                                 | 56.71         | Michaela Rose · Estados Unidos                                                             | 56.86             |
| 3000 m com obstáculo detalhes          | Faith Cherotich · Quênia | 9:16.14       | Sembo Almayew · Etiópia                                                                                                 | 9:30.41       | Meseret Yeshaneh · Etiópia                                                                 | 9:42.02           |
| Revezamento 4x100 m detalhes           | Jamaica · Serena Cole · Tina Clayton · Kerrica Hill · Tia Clayton · Alexis James*                                                      | 42.59 WU20R   | Estados Unidos · Jayla Jamison · Autumn Wilson · Iyana Gray · Shawnti Jackson · Lily Jones[b] · Alyssa Colbert[b]       | 43.28 NU20R   | Colômbia · María Alejandra Murillo · Marlet Ospino · Melany Bolaño · Laura Martínez        | 44.59             |
| Revezamento 4x400 m detalhes           | Estados Unidos · Makenze Kelley · Shawnti Jackson · Akala Garrett · Roisin Willis · Madison Whyte[b] · Zaya Akins[b] · Kennedy Wade[b] | 3:28.06       | Jamaica · Dejanea Oakley · Abigail Campbell · Oneika McAnnuff · Alliah Baker · Rickiana Russell[b] · Oneika Brissett[b] | 3:31.59       | Reino Unido · Yemi Mary John · Jessica Astill · Ophelia Pye · Etty Sisson · Poppy Malik[b] | 3:31.86           |
| Marcha atlética 10 km detalhes         | Karla Serrano · México | 46:24.35      | Ai Ooyama · Japão | 46:24.44      | Ayane Yanai · Japão                                                                        | 46:43.07          |
| Salto em altura detalhes               | Karmen Bruus · Estónia | 1.95 m        | Britt Weerman · Países Baixos                                                                                           | 1.93 m NU20R  | Angelina Topić · Sérvia                                                                    | 1.93 m            |
| Salto com vara detalhes                | Hana Moll · Estados Unidos | 4.35 m        | Chiara Sistermann · Alemanha                                                                                            | 4.30 m =      | Janne Sophie Ohrt · Alemanha                                                               | 4.30 m            |
| Salto em distância detalhes            | Plamena Mitkova · Bulgária | 6.66 m        | Natalia Liñares · Colômbia                                                                                              | 6.59 m        | Marta Amani · Itália                                                                       | 6.52 m            |
| Salto triplo detalhes                  | Sharifa Davronova · Uzbequistão | 14.04 m WU20L | Sohane Aucargos França                                                                                                  | 13.38 m       | Tiana Boras · Austrália                                                                    | 13.30 m           |
| Arremesso de peso (6 kg) detalhes      | Miné de Klerk · África do Sul | 17.17 m       | Pınar Akyol · Turquia                                                                                                   | 16.84 m       | Zuzanna Maślana · Polónia                                                                  | 16.06 m           |
| Lançamento de disco (1,75 kg) detalhes | Emma Sralla · Suécia | 56.15 m       | Despoina Filippidou · Grécia                                                                                            | 54.48 m       | Miné de Klerk · África do Sul                                                              | 53.54 m NU20R     |
| Lançamento de martelo (6 kg) detalhes  | Rachele Mori · Itália | 67.21 m       | Paola Bueno · México | 62.74 m       | Raika Murakami · Japão                                                                     | 61.45 m           |
| Lançamento de dardo detalhes           | Adriana Vilagoš · Sérvia | 63.52 m       | Valentina Barrios · Colômbia                                                                                            | 57.84 m NU20R | Manuela Rotundo · Uruguai                                                                  | 55.11 m           |
| Heptatlo detalhes                      | Saga Vanninen · Finlândia | 6084 pts      | Serina Riedel · Alemanha                                                                                                | 5874 pts      | Sandrina Sprengel · Alemanha                                                               | 5845 pts          |

b  Atletas que participaram apenas nas eliminatórias e receberam medalhas.

### Misto
| Prova                        | Ouro                                                                                               | Ouro            | Prata                                                          | Prata   | Bronze                                                                       | Bronze  |
| ---------------------------- | -------------------------------------------------------------------------------------------------- | --------------- | -------------------------------------------------------------- | ------- | ---------------------------------------------------------------------------- | ------- |
| Revezamento 4x400 m detalhes | Estados Unidos · Charlie Batholomew · Madison Whyte · Will Sumner · Kennedy Wade · Kaylyn Brown[c] | 3:17.69 , WU20R | Índia · Barath Sridhar · Priya Mohan · Kapil · Rupal Chaudhary | 3:17.76 | Jamaica · Jasauna Dennis · Abigail Campbell · Malachi Johnson · Alliah Baker | 3:19.98 |

c  Atletas que participaram apenas nas eliminatórias e receberam medalhas.

## Quadro de medalhas
O quadro de medalhas foi publicado.
| Ordem  | País           | Medalha de ouro | Medalha de prata | Medalha de bronze | Total |
| ------ | -------------- | --------------- | ---------------- | ----------------- | ----- |
| 1      | Estados Unidos | 7               | 4                | 4                 | 15    |
| 2      | Jamaica        | 6               | 7                | 3                 | 16    |
| 3      | Etiópia        | 6               | 5                | 1                 | 12    |
| 4      | Quênia         | 3               | 3                | 4                 | 10    |
| 5      | África do Sul  | 2               | 1                | 2                 | 5     |
| 6      | Turquia        | 2               | 1                | 1                 | 4     |
| 7      | França         | 2               | 1                | 0                 | 3     |
| 8      | Alemanha       | 1               | 4                | 3                 | 8     |
| 9      | Suécia         | 1               | 2                | 1                 | 4     |
| 10     | Finlândia      | 1               | 2                | 0                 | 3     |
| 11     | Japão          | 1               | 1                | 2                 | 4     |
| 11     | Países Baixos  | 1               | 1                | 2                 | 4     |
| 13     | Botswana       | 1               | 1                | 0                 | 2     |
| 13     | Bulgária       | 1               | 1                | 0                 | 2     |
| 13     | Grécia         | 1               | 1                | 0                 | 2     |
| 13     | México         | 1               | 1                | 0                 | 2     |
| 17     | Reino Unido    | 1               | 0                | 2                 | 3     |
| 18     | Bahamas        | 1               | 0                | 1                 | 2     |
| 18     | Estónia        | 1               | 0                | 1                 | 2     |
| 18     | Itália         | 1               | 0                | 1                 | 2     |
| 18     | Sérvia         | 1               | 0                | 1                 | 2     |
| 18     | Ucrânia        | 1               | 0                | 1                 | 2     |
| 23     | Israel         | 1               | 0                | 0                 | 1     |
| 23     | Uzbequistão    | 1               | 0                | 0                 | 1     |
| 25     | Colômbia       | 0               | 2                | 1                 | 3     |
| 25     | Índia          | 0               | 2                | 1                 | 3     |
| 27     | Argélia        | 0               | 2                | 0                 | 2     |
| 28     | Eritreia       | 0               | 1                | 1                 | 2     |
| 29     | Cuba           | 0               | 1                | 0                 | 1     |
| 29     | Eslovênia      | 0               | 1                | 0                 | 1     |
| 29     | Suíça          | 0               | 1                | 0                 | 1     |
| 32     | Austrália      | 0               | 0                | 2                 | 2     |
| 32     | Polónia        | 0               | 0                | 2                 | 2     |
| 34     | Brasil         | 0               | 0                | 1                 | 1     |
| 34     | Bahamas        | 0               | 0                | 1                 | 1     |
| 34     | Canadá         | 0               | 0                | 1                 | 1     |
| 34     | Chipre         | 0               | 0                | 1                 | 1     |
| 34     | Hungria        | 0               | 0                | 1                 | 1     |
| 34     | Marrocos       | 0               | 0                | 1                 | 1     |
| 34     | Uganda         | 0               | 0                | 1                 | 1     |
| 34     | Uruguai        | 0               | 0                | 1                 | 1     |
| Totale | Totale         | 45              | 46               | 45                | 136   |

## Países participantes
A seguir lista dos países participantes. Em parênteses, o número de atletas classificados por país: 
| - Anguila (1) - Argélia (12) - Antígua e Barbuda (1) - Argentina (4) - Armênia (2) - Aruba (1) - Samoa Americana (1) - Austrália (55) - Áustria (7) - Bahamas (11) - Bangladesh (1) - Barbados (2) - Burundi (1) - Bélgica (14) - Belize (1) - Bolívia (1) - Botswana (15) - Brasil (37) - Bahrein (10) - Bulgária (4) - Burquina Fasso (3) - Canadá (32) - Ilhas Caimã (2) - República do Congo (1) - Chade (1) - Chile (3) - Costa do Marfim (2) - Camarões (3) - Colômbia (33) - Costa Rica (3) - Croácia (10) - Cuba (7) - Chipre (7) - Chéquia (35) - Dinamarca (5) - Djibuti (2) - Dominica (1) - República Dominicana (3) - Equador (17) - Egito (9) - Eritreia (6) - El Salvador (1) - Espanha (40) - Estónia (10) - Etiópia (19) - Finlândia (26) - França (42) - Reino Unido (43) - Guiné Equatorial (1) | - Alemanha (87) - Grécia (24) - Granada (3) - Guatemala (5) - Guiné (1) - Guam (1) - Guiana (4) - Hong Kong (1) - Honduras (1) - Hungria (21) - Indonésia (1) - Índia (37) - Irão (5) - Irlanda (8) - Iraque (4) - Islândia (2) - Israel (5) - Ilhas Virgens Americanas (1) - Itália (48) - Ilhas Virgens Britânicas (2) - Jamaica (43) - Japão (34) - Cazaquistão (4) - Quênia (28) - Quirguistão (1) - Arábia Saudita (6) - Kuwait (5) - Letónia (8) - Líbano (1) - Lesoto (1) - Liechtenstein (1) - Libéria (1) - Santa Lúcia (1) - Lituânia (7) - Luxemburgo (1) - Madagáscar (1) - Marrocos (8) - Malásia (4) - Moldávia (1) - Maldivas (1) - México (21) - Malta (1) - Mónaco (1) - Moçambique (1) - Namíbia (1) - Nicarágua (2) - Países Baixos (21) - Nepal (1) - Nigéria (26) | - Noruega (23) - Nova Zelândia (12) - Omã (2) - Panamá (1) - Paraguai (2) - Peru (6) - Palestina (1) - Papua-Nova Guiné (1) - Polónia (39) - Portugal (10) - Porto Rico (9) - Catar (5) - Roménia (20) - África do Sul (48) - Senegal (1) - Seicheles (1) - Singapura (1) - São Cristóvão e Neves (5) - Serra Leoa (1) - Eslovênia (14) - San Marino (1) - Sérvia (12) - Sri Lanka (7) - Sudão do Sul (1) - Sudão (1) - Suíça (38) - Eslováquia (13) - Suécia (20) - Síria (1) - Tailândia (9) - Tajiquistão (1) - Turcas e Caicos (1) - Taipé Chinesa (4) - Trinidad e Tobago (14) - Tunísia (7) - Turquia (10) - Uganda (11) - Ucrânia (15) - Uruguai (2) - Estados Unidos (92) - Uzbequistão (9) - Venezuela (7) - Vietname (1) - São Vicente e Granadinas (5) - Iêmen (1) - Zâmbia (4) - Zimbabwe (3) |

Legenda
| Recorde mundial       | Recorde mundial (World record)               |                       | Recorde africano                      | Recorde africano (African) |                                           | Q | Classificado por posição (Qualified) |
| Recorde do campeonato | Recorde do campeonato (Championship record)  | Recorde da América    | Recorde da América (Americas)         | q                          | Classificado por melhor tempo (Qualified) |   |                                      |
| Melhor marca do ano   | Melhor marca do ano (World leading)          | Recorde asiático      | Recorde asiático (Asian)              | DNS                        | Não largou (Did not start)                |   |                                      |
| Recorde nacional      | Recorde nacional (National record)           | Recorde europeu       | Recorde europeu (European)            | DNF                        | Não terminou (Did not finish)             |   |                                      |
| Recorde pessoal       | Recorde pessoal do atleta (Personal best)    | Recorde da Oceania    | Recorde da Oceania (Oceania)          | DSQ / DQ                   | Desclassificado (Disqualified)            |   |                                      |
| Recorde da temporada  | Recorde da temporada do atleta (Season best) | Recorde sul-americano | Recorde sul-americano (South America) | NM                         | Sem marca (No mark)                       |   |                                      |